# Ambrogio Casati
Ambrogio Casati (ur. 1897 w Vogherze, zm. 19 lipca 1977) – włoski malarz, przedstawiciel futuryzmu.

## Życiorys
Urodził się w regionie Lombardia we Włoszech, a uczył się w Paryżu. Po powrocie do Włoch przyłączył się do ruchu futurystycznego. Jego najpopularniejsze prace to Taniec krzeseł (1931) i Portret Marinettiego (1927).